# فتاة من الطراز القديم (رواية)

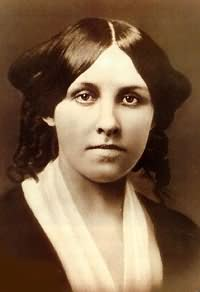
لويزا ماي ألكوت ، مؤلفة الكتاب

فتاة من الطراز القديم هي رواية للكاتبة لويزا ماي ألكوت نُشرت لأول مرة في عام 1869، وتتناول مغامرات بولي ميلتون، وهي فتاة ريفية شابة، تزور أصدقائها الأثرياء في المدينة، عائلة شو.

## ملخص
نشرت الفصول الستة الأولى من الرواية في مجلة متحف ميري [الإنجليزية] بين يوليو وأغسطس 1869. أضافت ألكوت ثلاثة عشر فصلاً آخر قبل نشر الرواية. تدور أحداث الكتاب حول بولي ميلتون، الفتاة ذات الطراز القديم، والتي تزور عائلة صديقتها الثرية فاني شو في المدينة وتغمرها الحياة العصرية التي يعيشونها وتنزعج عندما ترى كيف يفشل أفراد الأسرة في فهم أحدها.

## الاقتباسات
كانت الرواية أساسًا لفيلم موسيقي عام 1949 [الإنجليزية] من بطولة جلوريا جان في دور بولي.

## مصادر

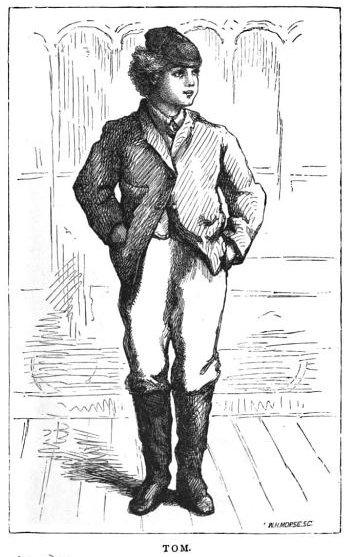
توم (روبرتس بروس، 1870)